# 大帝汶

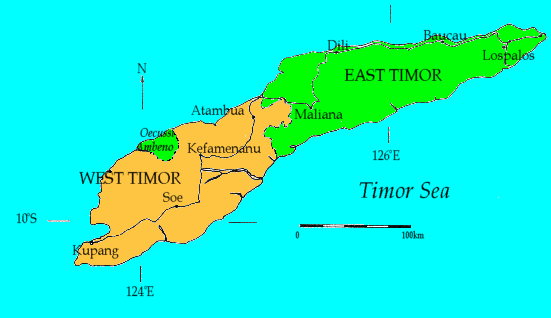
帝汶岛上的东帝汶与西帝汶

大帝汶是一个民族统一主义的概念，该思想主张一个独立与统一的帝汶岛，包括原先的葡属东帝汶与荷属西帝汶（现属于印度尼西亚）。
1975年东帝汶被印尼占领后，印尼于1976年宣布东帝汶为其第27个省。1999年时东帝汶通过公投决定独立建国。然而这在印尼民族主义者、特别是军队中引起了广泛的不满。在2001年与2002年东帝汶正式独立之前，印尼军队及媒体中就有人认为这可能会激起西帝汶从印尼分离而与东帝汶合并为大帝汶的愿望。
不过并没有确实的证据表明西帝汶人真的想与东帝汶联合，占西帝汶人中大多数的阿托尼人传统上便与东帝汶人有敌对关系。而东帝汶独立运动从未宣称将西帝汶包括在内，东帝汶政府也完全承认印尼从荷属东印度继承而来的边界。
位于帝汶岛上的东帝汶和西帝汶的关系，与新几内亚岛上的关系类似，处于新几内亚岛东部的巴布亚新几内亚原先从澳大利亚独立而来，而西部则是属于印尼的巴布亚省与西巴布亚省。